# Farídábád
Farídábád (hindsky फ़रीदाबाद, anglicky Faridabad) je město v indickém svazovém státě Harijáně. Se zhruba 1,4 milióny obyvatel (2011) je nejlidnatějším městem Harijány, neboť hlavní město Harijány, Čandígarh, má jednak jen 1 milión obyvatel, jednak je nezávislým svazovým územím (a je hlavním městem zároveň i pro sousední Paňdžáb).
Zároveň je Farídábád satelitním městem Dillí, hlavního města celé Indie, od kterého je vzdálen jen přibližně 30 kilometrů jižně.

## Poloha
Farídábád leží v jihovýchodní části Harijány. Na severu hraničí s Dillí, hlavním městem celé Indie, které je Harijánou ze tří stran obklopeno, a na východě od Farídábádu teče řeka Jamuna, která tvoří hranici mezi Harijánou a Uttarpradéšem.

## Dějiny
Město bylo založeno v roce 1607 Farídem, pokladníkem mughalského císaře Džahángíra. Byla zde tehdy postavena i pevnost a mešita, z kterých zbyly jen zříceniny, a smyslem založení bylo chránit zdejší silnici.